# Mychael Danna
Mychael Danna, född 20 september 1958 i Winnipeg i Manitoba, är en kanadensisk kompositör, verksam inom film och TV. Han är bland annat känd för att ha gjort musiken till filmen Berättelsen om Pi från 2012, för vilken han har fått motta både en Golden Globe Award, och en Oscarsstatyett (i kategorin Bästa filmmusik). Han är äldre bror till Jeff Danna, som även han arbetar som kompositör.
Danna föddes i Winnipeg, Manitoba, men flyttade sedan vid fyra veckors ålder till Burlington, Ontario, för att sedan växa upp i den större grannstaden Toronto. Han är gift med Aparna Danna, med vilken han har två barn (två söner).

## Filmografi (i urval)

### Filmer
| - 1987 – Family Viewing - 1987 – Caribe - 1989 – En roll till varje pris - 1989 – Cold Comfort - 1991 – Den gode mannen - 1991 – Den stora bluffen - 1994 – Exotica - 1995 – Johnny Mnemonic - 1996 – Kama Sutra: Kärlekens bok - 1996 – Lilies – Les Feluettes - 1997 – The Ice Storm - 1997 – Ljuva morgondag - 1999 – The Boondock Saints - 1999 – Stulna år - 1999 – Ride with the Devil - 1999 – Felicias resa - 1999 – Super 8 - 1999 – The Confession - 2000 – Tillbaka till kärleken - 2001 – Hjärtan i Atlantis - 2001 – Monsunbröllop - 2002 – Antwone Fisher - 2002 – Ararat - 2003 – The Snow Walker - 2003 – Stephen Glass – rubrikernas man - 2003 – Hulk - 2004 – Being Julia - 2004 – Vanity Fair - 2005 – Tideland - 2005 – Water - 2005 – Capote - 2005 – Sanna lögner - 2006 – Little Miss Sunshine | - 2006 – Lonely Hearts Killers - 2007 – Surf's Up - 2007 – Breach - 2007 – Bristande bevis - 2008 – Management - 2008 – Lakeview Terrace - 2009 – (500) Days of Summer - 2009 – Chloe - 2009 – The Imaginarium of Doctor Parnassus - 2009 – Tidsresenärens hustru - 2011 – Moneyball - 2012 – Berättelsen om Pi - 2013 – Devil's Knot - 2014 – Transcendence - 2014 – The Captive - 2015 – Remember - 2015 – Den gode dinosaurien - 2016 – Storkarna - 2016 – Billy Lynn's Long Halftime Walk - 2017 – The Man Who Invented Christmas - 2018 – En kvinna bland män - 2019 – A Dog's Way Home - 2019 – The Red Sea Diving Resort - 2019 – After the Wedding - 2019 – Hedersgästen - 2019 – Familjen Addams - 2020 – Framåt - 2021 – Stillwater - 2021 – Familjen Addams 2 - 2022 – Return to Space - 2022 – Där kräftorna sjunger - 2022 – Min fars drake - 2023 – No Hard Feelings |

### TV-serier
- 1989 – Vägen till Avonlea (TV-serie)
- 2011 – Camelot (TV-serie)
- 2014 – Tyrant (TV-serie)